# Park Alojzego Budnioka w Katowicach
Park Alojzego Budnioka (nazywany również Rowem Wełnowieckim, potocznie Asza) – park położony w katowickiej dzielnicy Koszutka, na rogu ulicy Chorzowskiej i ulicy Jana Nepomucena Stęślickiego, naprzeciwko biurowca Chorzowska 50.

## Charakterystyka
Plac według Zakładu Zieleni Miejskiej mieści się w kategorii skwery i zieleńce; jest wielkości 4,5 ha.
Park składa się z trzech części: parku z alejami, placu zabaw (kiedyś również małego skate parku) oraz dwóch boisk piłkarskich, z czego jedno o nazwie Rapid jest pełnowymiarowe. Wybudowane w 2006 kosztem 5,7 miliona złotych, boisko Rapid z założenia miało funkcjonować jako podstawowe i treningowe boisko dla kilku katowickich drużyn z A-klasy i B-klasy. W rejonie parku istnieje kompleks ozdobnych starych drzew, drzewa owocowe oraz ozdobne krzewy.
W 2011 roku plac zmodernizowano kosztem około dwóch i pół miliona złotych. Powstały dwa place zabaw, miasteczko rowerowe i strefa fitness. Do użytku oddano go 19 lipca 2011 roku.
Park nosi imię Alojzego Budnioka – śląskiego działacza sportowego. Obecna nazwa placu została wprowadzona uchwałą nr XXXIII/128/1983 Miejskiej Rady Narodowej w Katowicach z dnia 24 listopada 1983 roku. 21 października 2011 roku weszła w życie uchwała Rady Miasta Katowice, zmieniająca nazwę z „plac” na „park”.